# Laski (Basse-Silésie)
Pour les articles homonymes, voir Laski.
Laski est une localité polonaise de la gmina de Złoty Stok, située dans le powiat de Ząbkowice Śląskie en voïvodie de Basse-Silésie.